# Fédération française pour les sciences de la chimie
Pour les articles homonymes, voir FFC.
La Fédération Française pour les sciences de la Chimie (FFC) est une association créée en 2005 afin de réunir les sociétés et associations savantes des domaines scientifiques et technologiques de la chimie. Maurice Leroy en est le président.
Elle a son siège à la Fondation de la Maison de la Chimie qui abrite un grand nombre d’organismes qui se consacrent au monde de la chimie.
Sa dissolution a été prononcée en 2017[réf. nécessaire].

## Membres
Elle regroupe les entités suivantes, :
- la Société Chimique de France (SCF) ;
- la Société Française de Génie des Procédés (SFGP) ;
- l’Association des biotechnologies (Adébiotech) ;
- l’Association francophone des sciences séparatives (AFSEP) ;
- le Centre Français de l’anticorrosion (CEFRACOR) ;
- la Fondation Sciences et Culture Alimentaire (FSCA) ;
- la Société de Chimie Thérapeutique (SCT) ;
- la Société des Experts Chimistes de France (SECF) ;
- la Société Française de Métallurgie et des Matériaux (SF2M) ;
- la Société Française de Statistique (SFdS) ;
- l’OPAL (Recherche expérimentale et protection de l'animal de laboratoire).